# EA Sports FC Mobile
EA Sports FC Mobile (anteriormente FIFA MOBILE), es un juego de plataforma móvil desarrollado por la compañía Electronic Arts. Fue lanzado el 11 de octubre de 2016 como reemplazo de los juegos móviles FIFA Ultimate Team, para iOS y Android. Se puede descargar en Google Play, y App Store. Es posible jugar teniendo la opción de escoger entre más de 40 ligas, 1000 equipos y 500.000 jugadores reales.

## Modos de Juego
El jugador crea su propio equipo, utilizando jugadores (que corresponden a jugadores reales, presentes o pasados) comprados en el mercado de transferencias o entregados después de completar eventos o similares. Donde todos los jugadores de la aplicación juegan unos contra otros en emparejamientos dentro de divisiones en la que se colocan según su número de "Aficionados" o de " Copas", respectivamente. Dentro de estos modos existen tablas de clasificación en tiempo real que se reinician en un lapso de días o semanas, entre más puntos tengas, subes más en la tabla y obtienes recompensas.

### Division Rivals
El juego tiene un modo "Ataque enfentado" en el que los jugadores juegan principalmente las etapas ofensivas de un partido. El modo ataque enfrentado presenta un modo multijugador asíncrono por turnos. Además de ataque enfrentado, también hay otros modos de juego multijugador de Division Rivals, como Cara a Cara, que es una partida PvP normal, y Manager Mode, donde se controlan las tácticas del equipo, en lugar de las acciones de los jugadores.

### Eventos en vivo
Aparte de estos modos, el juego cuenta con eventos en tiempo real, estos eventos se basan en obtener puntuación jugando "juegos de habilidad" que son pruebas de partes generales del juego, las dificultades de estos pueden variar o pueden no ser juegos de habilidad, sino partidos de emparejamiento en línea o contra la CPU del juego. Con base en los puntos que obtengas, podrás canjear recompensas en los apartados de canje, obteniendo monedas, experiencia (XP), rangos y jugadores del evento.
Es importante saber que los eventos varían mucho entre sí, siendo que pueden tener una dinámica similar u otra muy distinta, ya que estos son muy constantes (casi siempre cuando termina uno, inicia otro nuevo) y hay una gran variedad de eventos durante una temporada.

### Valoración del equipo
La valoración general de un equipo en el juego se basa en el GENERAL (llamado "GRL" comúnmente) es un resultado media de 3 factores: La media general de los jugadores de un equipo, el nivel de los refuerzos de habilidad que posean, y los rangos que tengan. Esta valoración total definirá aproximadamente qué tan avanzado es tu equipo y tus oportunidades de ganar en los modos de Ataque Enfrentado (AE), ya que en estos modos se crean oportunidades contra el rival con base en tu valoración. Caso distinto a ganar en Cara a Cara, ya que este modo no se fija en la media del equipo.

## Joyas, FC Points y Pagos del juego
Dentro del juego, existen divisas que permiten al jugador obtener recursos o cierta ventaja en los eventos, estas son las Joyas y los FIFA Points, a día de hoy las primeras se obtienen de forma gratuita, los FIFA Points, no, se tienen que adquirir por medio de una transacción real. De esta misma forma, muchas otras cosas dentro del juego se pueden comprar con microtransacciones dentro del juego, puesto que existe una tienda dentro del mismo, donde la gran mayoría de los artículos u ofertas sólo se pueden comprar con Joyas, FIFA Points o compras. Dentro de las ofertas de la tienda se pueden conseguir ventajas de puntuación y jugadores del evento en curso, conseguir acceso al "Pase Estelar" en curso, comprar sobres de jugadores, sobres de recursos o conseguir divisas.
El juego se dijo que saldrá el 16 de agosto en 2016, durante la Gamescon 2016 San Patricio

### FIFA Mobile 17
El 23 de junio de 2016, EA Sports anunció que la  J1 League y  J.League Cup aparecería en el juego por primera vez. El 4 de septiembre de 2016, EA Sports anunció en Brasil Game Show 2016 que 18 Campeonato Brasileiro Série A sus equipos serán presentados en sus respectivas ligas ( Corinthians y  Flamengo, que firmó un acuerdo de exclusividad con Konami para Pro Evolution Soccer, no aparece). Cinco  Los equipos de Série B también están en el juego. Los equipos brasileños en el juego tienen nombres de jugadores genéricos que el usuario no puede cambiar.

### FIFA Mobile 18
FIFA Mobile 18 fue anunciado por EA Sports para la versión global en 2017 y Tencent Games para la versión china en 2018. Presentando el tercer nivel de la Bundesliga de Alemania, la 3. Liga, y ha incluido nuevamente la Süper Lig turca después EA renovó su licencia con ellos. La versión china tiene varias diferencias en comparación con la versión global, como la introducción de Cara a Cara, que luego se adoptó en la versión global de FIFA Mobile 19.

### FIFA Mobile 19
FIFA Mobile 19 presenta la UEFA Champions League. Se confirmó que el juego tendría una licencia de la Serie A. El juego incluirá la CSL, el primer título de FIFA en hacerlo. Sin embargo, se confirmó que el juego no incluirá la Premier League rusa, como lo hizo en FIFA Mobile 18 y versiones anteriores de FIFA Mobile. Los equipos de la Premier League rusa PFC CSKA Moscú , Spartak Moscú y Lokomotiv Moscú se mantuvieron, mientras que Dinamo Zagreb , Dinamo Kiev, Slavia Praha y Viktoria Plzen se agregaron al juego. Boca Juniors aparece como Buenos Aires FC en el juego desde que el club firmó un acuerdo con Konami; por las mismas razones, Colo-Colo aparece como CD Viñazur. Una vez más, debido a que Konami consiguió acuerdos con ciertos clubes brasileños, el Campeonato Brasileiro Série A aparece de forma incompleta, esta vez con sólo 15 clubes, con las notables omisiones de São Paulo, Palmeiras, Corinthians, Flamengo y Vasco da Gama, todos los cuales son socios de Konami. Los restantes clubes brasileños, si bien aparecen con marcas licenciadas, no tienen ninguno de sus jugadores con licencia debido a una disputa judicial en curso por los derechos de imagen, que se negocian individualmente con cada jugador, a diferencia de otros países.

### FIFA Mobile 20
El juego contó con más de 30 ligas oficiales, más de 700 clubes y más de 17 000 jugadores. Incluyó por primera vez la Liga 1 rumana y sus 16 equipos y también la Superliga india (ISL) con sus 11 clubes, así como el club de los Emiratos Árabes Unidos, Al Ain, que se añadió tras numerosas peticiones de los aficionados en la región.

### FIFA Mobile 21
FIFA Mobile 21 se lanzó el 2 de noviembre de 2020. Esta temporada de FIFA Mobile vio la adición del modo League Matchups. Las versiones china, japonesa y coreana también tienen otros cambios importantes en términos de gráficos y la nueva jugabilidad Impact Engine, que luego se adoptó a la versión FIFA Mobile 22 Global.

### FIFA Mobile 22
EA Sports anunció la llegada de FIFA Mobile 22 para dispositivos Android e iOS. Esta temporada de FIFA Mobile realizó más cambios en términos de gráficos y jugabilidad similar a la versión china, japonesa y coreana de FIFA Mobile 21. Se introdujo un nuevo sistema de mercado. También se agregaron regiones según la ubicación, y los jugadores solo podían jugar con otros en su región. La actualización de 2022 también vio la eliminación de la 'química'(compatibilidad de los jugadores según sus características). Se agregaron al juego clubes como Ferencvárosi TC, Hajduk Split, Wrexham FC y APOEL FC. EA lanzó su FIFA Mobile 22 el 18 de enero de 2022.

### FIFA Mobile 23
En noviembre de 2022, FIFA Mobile 23 (la última temporada hasta que el juego se cambió a EA Sports FC Mobile) se lanzó como una actualización de temporada de FIFA Mobile 22, con varios cambios, como pases avanzados y los equipos no se restablecerían después de la actualización de la temporada. FIFA Mobile 23 fue la primera y única versión que presentó el modo de torneo de la Copa Mundial de la FIFA 2022.
En 2023, las versiones china, japonesa y coreana tuvieron otra actualización en términos de gráficos de juego, que luego fueron adoptadas por el sucesor EA Sports FC Mobile.

### EA Sports FC Mobile 24
En 2023, EA Sports FC Mobile sucedió a la serie de juegos FIFA Mobile en el lanzamiento de EA Sports FC Mobile 24 el 21 de septiembre para la versión china, el 22 de septiembre para la versión coreana, el 23 de septiembre para la versión japonesa y el 26 de septiembre para la versión global. Tras la división entre EA y FIFA, las características incluyeron juego interregional, tiros potentes, nuevas habilidades, el regreso de un mercado global y un nuevo modo de torneo de la Liga de Campeones de la UEFA. También incluyó la CONMEBOL Libertadores por primera vez como un Evento en Vivo.
En abril de 2024, el juego tuvo otras actualizaciones importantes, como la mejora de los gráficos del juego y el nuevo Modo Espectador.